# Isola (stacja metra)
Isola – stacja metra w Mediolanie, na linii M5. Znajduje się na Via Volturno, na rogu Via Sebenico w Mediolanie i zlokalizowana jest pomiędzy stacjami Porta Garibaldi a Zara. Została otwarta 1 marca 2014.